# 江西马先蒿
江西马先蒿（学名：Pedicularis kiangsiensis）为列当科马先蒿属的植物，为中国的特有植物。分布于中国大陆的江西等地，生长于海拔1,500米至1,700米的地区，多生在阳坡石岩上和山顶阴处灌丛边缘，目前尚未由人工引种栽培。